# Dolar Malajska a britského Bornea
Dolar Malajska a britského Bornea (malajsky dolar Malaya dan Borneo British, znamý v malajštině také jako ringgit; v písmu jawi رڠڬيت) byl měnou Malajské federace, korunní kolonie Singapur, korunní kolonie Sarawak, korunní kolonie Severní Borneo, Bruneje a souostroví Riau v letech 1953 až 1967. Dolar Malajska a britského Bornea nahradil v roce 1953 malajský dolar a sarawacký dolar v poměru 1:1 a také dolar severního Bornea. Měnu vydávala Měnová rada pro Malajsko a Britské severní Borneo.

## Mince
V rámci měny byly vydávány bronzové mince o hodnotě 1 cent (v letech 1956 až 1961 ve tvaru čtverce, v roce 1962 kruhová), a mědiniklové mince o hodnotě 5, 10, 20 a 50 centů. Na averzu všech mincích (kromě jednocentové mince z roku 1962) byla vyobrazena Alžběta II. a na reverzu nominál.

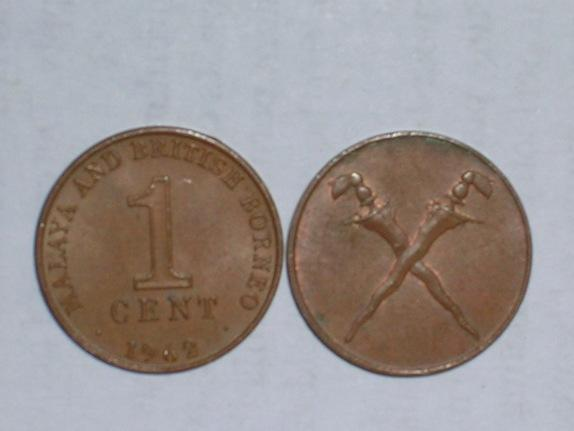
Averz a reverz 1centové mince (1962)
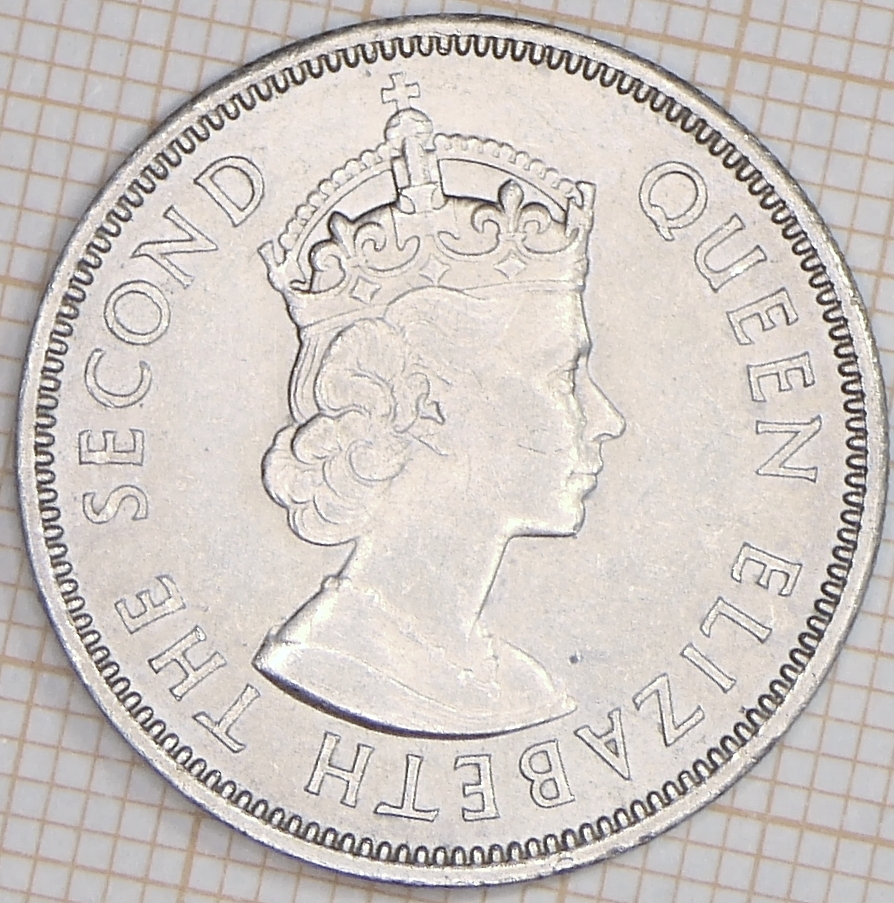
Averz 20centové mince
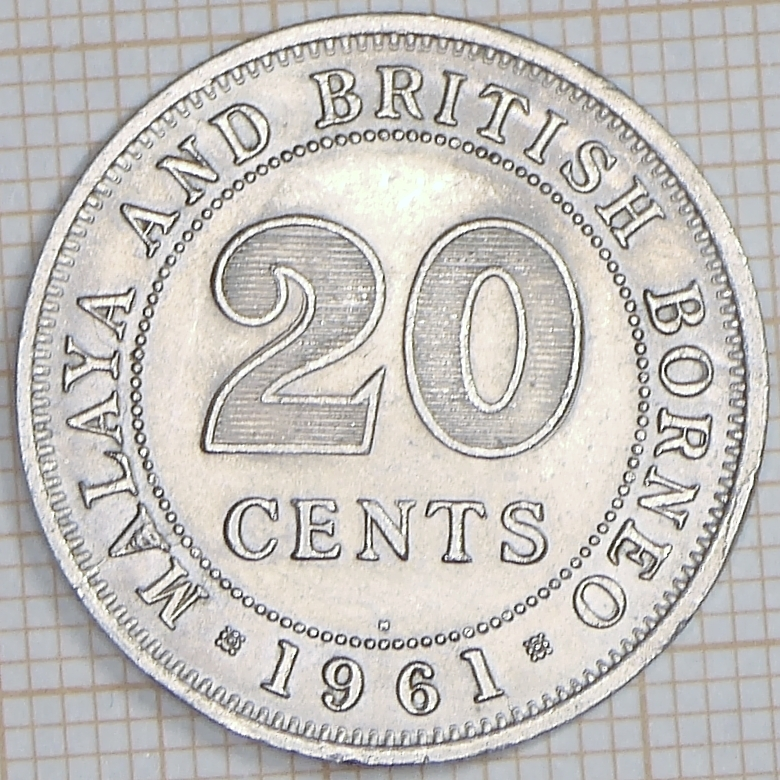
Reverz 20centové mince
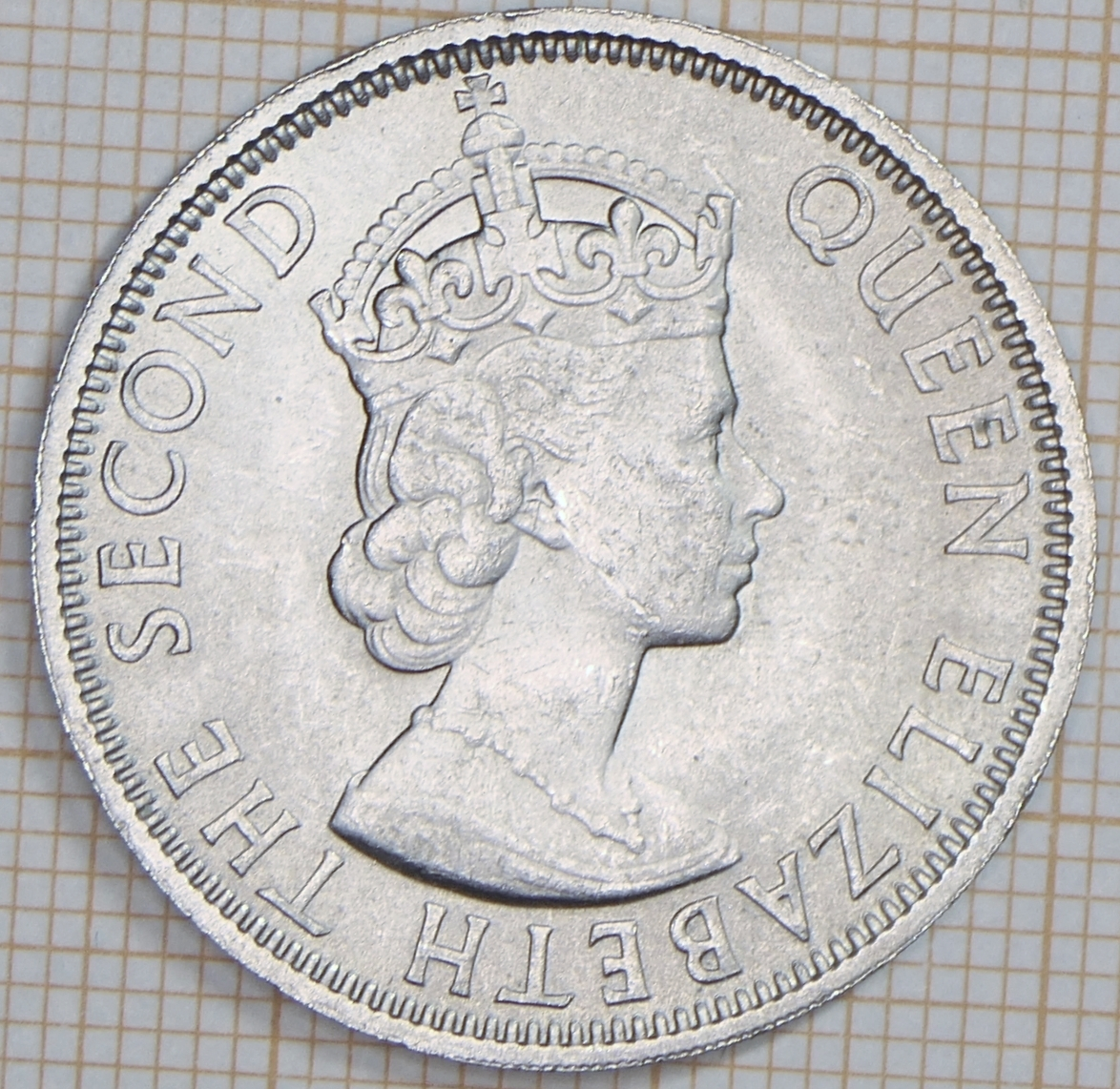
Averz 50centové mince
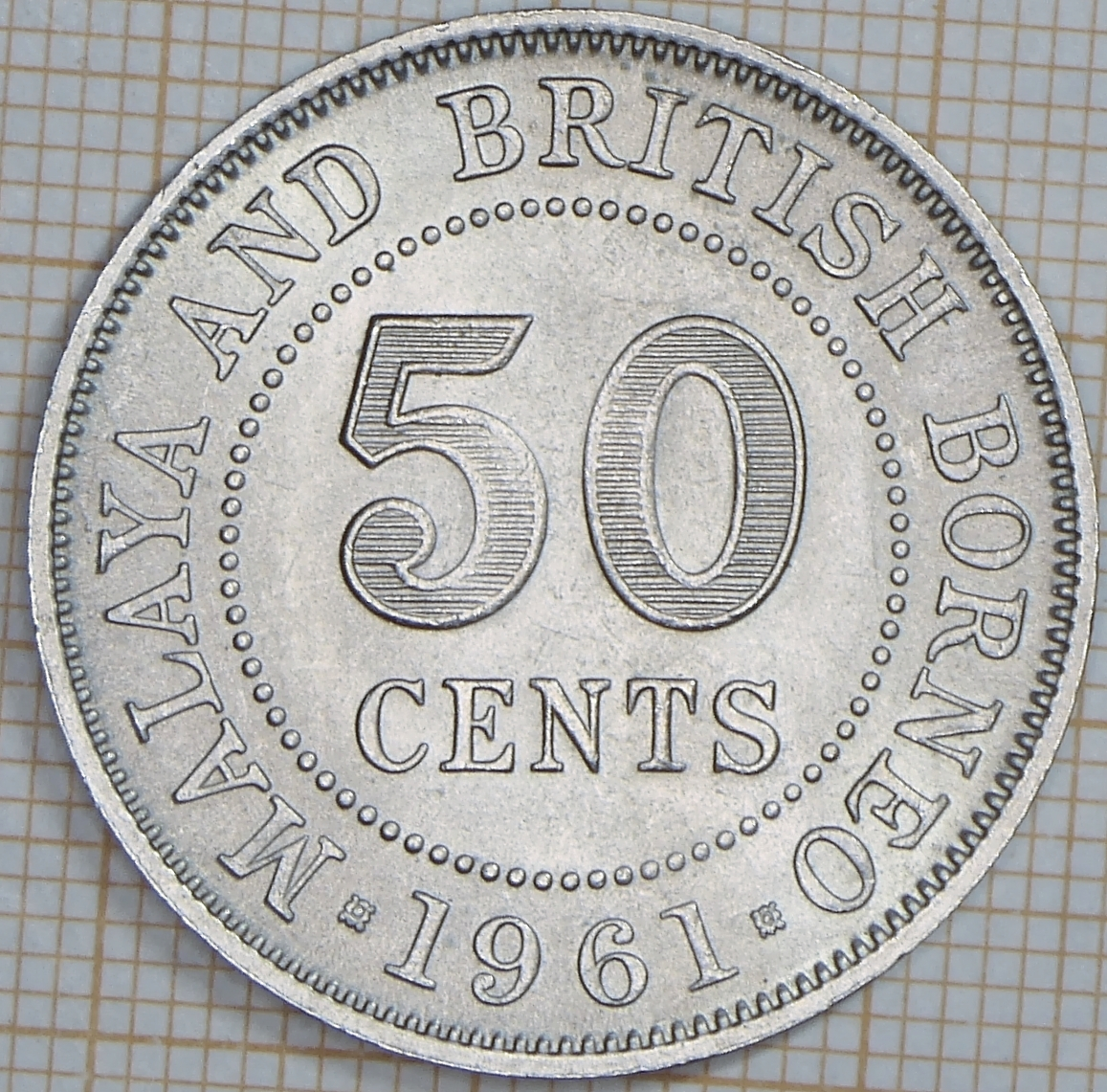
Reverz 50centové mince

## Bankovky

### Série z roku 1953
Všechny bankovky mají datum 21. března 1953 a jsou podepsány W.C. Taylorem, předsedou měnového výboru. 1, 5 a 10dolarové bankovky vytiskla společnost Waterlow and Sons, 50 a 100dolarové bankovky vytiskla společnost Bradbury, Wilkinson & Co. Ltd. a 1 000 a 10 000dolarové bankovky byly vytištěny společností Thomas de la Rue & Co. Ltd.. Jako ochrana proti padělání byl do papíru před tiskem vložen souvislý bezpečnostní proužek a vodoznak lví hlavy.
| Vzory bankovek z roku 1953 | Vzory bankovek z roku 1953 | Vzory bankovek z roku 1953 | Vzory bankovek z roku 1953 | Vzory bankovek z roku 1953 | Vzory bankovek z roku 1953 | Vzory bankovek z roku 1953 |
| Obrázek                    | Obrázek                    | Hodnota                    | Hlavní barva               | Popis                      | Popis | Datum vydání               |
| Averz                      | Reverz                     | Hodnota                    | Hlavní barva               | Averz                      | Reverz | Datum vydání               |
| -------------------------- | -------------------------- | -------------------------- | -------------------------- | -------------------------- | --- | -------------------------- |
|                            |                            | $1                         | Modrá, růžová              | Alžběta II.                | Státní znaky Malajské federace a jejích správních složek, Singaporu, korunní kolonie Severní Borneo, korunní kolonie Sarawak a Bruneje | 21. března 1953            |
|                            |                            | $5                         | Zelená, žlutá              | Alžběta II.                | Státní znaky Malajské federace a jejích správních složek, Singaporu, korunní kolonie Severní Borneo, korunní kolonie Sarawak a Bruneje | 21. března 1953            |
|                            |                            | $10                        | Červená, zelená            | Alžběta II.                | Státní znaky Malajské federace a jejích správních složek, Singaporu, korunní kolonie Severní Borneo, korunní kolonie Sarawak a Bruneje | 21. března 1953            |
|                            |                            | $50                        | Modrá, zelená              | Alžběta II.                | Státní znaky Malajské federace a jejích správních složek, Singaporu, korunní kolonie Severní Borneo, korunní kolonie Sarawak a Bruneje | 21. března 1953            |
|                            |                            | $100                       | Fialová, růžová            | Alžběta II.                | Státní znaky Malajské federace a jejích správních složek, Singaporu, korunní kolonie Severní Borneo, korunní kolonie Sarawak a Bruneje | 21. března 1953            |
|                            |                            | $1000                      | Purpurová, žlutá           | Alžběta II.                | Státní znaky Malajské federace a jejích správních složek, Singaporu, korunní kolonie Severní Borneo, korunní kolonie Sarawak a Bruneje | 21. března 1953            |
|                            |                            | $10,000                    | Zelená, vícebarevná        | Alžběta II.                | Státní znaky Malajské federace a jejích správních složek, Singaporu, korunní kolonie Severní Borneo, korunní kolonie Sarawak a Bruneje | 21. března 1953            |

### Série z roku 1959
| Vzory bankovek z 1959 | Vzory bankovek z 1959 | Vzory bankovek z 1959 | Vzory bankovek z 1959 | Vzory bankovek z 1959        | Vzory bankovek z 1959 | Vzory bankovek z 1959 |
| Obrázek               | Obrázek               | Hodnota               | Hlavní barva          | Popis                        | Popis | Datum vydání          |
| Averz                 | Reverz                | Hodnota               | Hlavní barva          | Averz                        | Reverz | Datum vydání          |
| --------------------- | --------------------- | --------------------- | --------------------- | ---------------------------- | --- | --------------------- |
|                       |                       | $1                    | Modrá, zelená         | Rybářský člun                | Státní znaky Malajské federace a jejích správních složek, Singaporu, korunní kolonie Severní Borneo, korunní kolonie Sarawak a Bruneje; výjev rybáře vracejího se z moře | 1. března 1959        |
|                       |                       | $10                   | Červená, šedá         | Farmář orající pole s buvoly | Státní znaky Malajské federace a jejích správních složek, Singaporu, korunní kolonie Severní Borneo, korunní kolonie Sarawak a Bruneje                                   | 1. března 1961        |